# Gortvay György
Gortvay György, gortvai (Vajkóc, Ung vármegye, 1892. január 16. - Budapest, 1966. április 19.) magyar orvos, orvostörténész.

## Életpályája
Apja  Gortvay Sándor, anyja Berczik Erzsébet. 1914-ben a budapesti tudományegyetemen szerzett orvosi oklevelet, 1927-ben pedig  magántanári képesítést a társadalom-egészségtan tárgykörből. Az első világháború alatt előbb katonaorvosként, később honvéd főorvosként teljesített frontszolgálatot. 1919 és 1927 között a Népjóléti és Munkaügyi Minisztérium segédtitkára volt. A Népegészségügyi Minisztériumban címzetes  osztálytanácsos volt 1927 és 1935 között. 1927-től -  Szántó Menyhért nyugdíjba vonulása után - folytatta  Szántó koncepciói alapján a Népegészségügyi Múzeum profiljának kialakítását és kutatási programjának kidolgozását.

A Szociálpolitikai Szemle (1933–1935), a Szociális Orvostudomány (1934–1935) és a Népegészségügy című folyóiratok főszerkesztője volt.
A második világháború után az Orvostudományi Dokumentációs Központ és a BOTE Egyetemi Könyvtár megbízott igazgatója volt 1957 és 1960 között. Az Orvostudományi Közlemények (1950-től) és a Horus Orvostudományi Dokumentációs Szolgálat szerkesztője (az Orvosi Hetilap mellékleteként, 1957–1969).

## Emlékezete
A farkasréti temetőben található sírját 2004-ben  a Nemzeti Emlékhely és Kegyeleti Bizottság védetté nyilvánította.

## Főbb művei
- A golyva elterjedése Magyarországon és annak közegészségügyi vonatkozásai. (Bp., 1925)
- Állami és társadalompolitikai tennivalók a magyar alkoholizmus elleni küzdelemben. (Bp., 1925)
- A munkásvédelem socialhygienikus feladatai. Gortvay György előadása. – A Népszövetség egészségügyi tevékenysége és az újabb nemzetközi mozgalmak a közegészségügy terén. (Népegészségügy, 1925)
- A Népegészségügyi Múzeum újjászervezése. (Bp., 1927)
- Közegészségügyi feladataink. Az 1926. okt. 24–30-ig tartott közegészségi és társadalompolitikai országos értekezlet munkálatai. Szerk. Parassin Józseffel. (Bp., 1927)
- Socialbiologiai szempontok a magyar egészségügyi igazgatásban. (Bp., 1927)
- Az orvos szociális feladatai és az egészségügyi igazgatás új rendje. (Népegészségügy, 1927)
- A szeszivás – alkoholizmus – elleni küzdelem. (Magyar népművelés könyvei. Bp., 1928)
- A magyar faj jövője. (Anya- és csecsemővédelem, 1929)
- Az alkoholkérdés társadalompolitikai megvilágításban. (Társadalombiztosítási Közlöny, 1929)
- A kereső nő szociális helyzete és munkaviszonyai. (Városi Szemle, 1930)
- A venereás betegségek statisztikája Magyarországon. (Bp., 1930)
- Az orvosi társadalom szervezkedési törekvései és az orvosi kamara. (Bp., 1931)
- A gyermekek és fiatalkorúak kereső munkája. (Bp., 1932)
- Az ipari zaj kérdése. (Városi Szemle, 1933)
- A gazdasági leromlás hatása a szociális egészségügyi viszonyokra. (A magyar orvosok és természetvizsgálók nagygyűlésének munkálatai, 1933)
- A közegészségügy reformjának irányelvei. (Bp., 1934)
- A munkanélküliség. (Anyák és Csecsemők Védelmére kiadványai. Bp., 1934)
- A Népegészségügyi Múzeum munkája. (Bp., 1935)
- Egészségvédelem a társadalom biztosításban. (Munkaügyi Szemle, 1936)
- Gazdasági válság és népegészségügy. (Népegészségügy, 1936)
- Szociálhigiénés jegyzet. (Szeged, 1936)
- A kórház helye az egészségvédelem szolgálatában. (Magyar Kórház, 1938)
- Eugenika és szociálpolitika. (Búvár, 1938)
- A Társadalomegészségügyi Múzeum munkássága. G. Gy. előadása. (Bp., 1939)
- A légzőszervek ipari gázok okozta foglalkozási jellegű megbetegedései. (Munkaügyi Szemle, 1940)
- Az OTI egészségvédelmi falragaszai. (Magyar Lélek, 1940)

A M. Kir. Állami Munkaközvetítő Hivatal 1940. évi jelentése a munkaközvetítés és a munkapiac állásáról. Összeáll. (Bp., 1941)
- Kuruzslás és laikus orvosság. (Anya- és csecsemővédelem, 1941)
- Munkaközvetítés és munkaszervezés. (Bp., 1942)
- Az egészségügyi munkásvédelem eszközei. (Munkásegészségügyi tanulmányok. Bp., 1943)
- Háború és munkásvédelem. (Egészség, 1944)
- Munkaegészségtan. Monográfia és egy. tankönyv. (Bp., 1944)
- Az Országos Közegészségügyi Intézet munkája 1945-ben. (Bp., 1946)
- Az üzemorvos kézikönyve. Szerk. többekkel együtt. (Bp., 1947, 2. bőv. és jav. kiad. 1948)
- Embervédelem a szocialista államban. (Társadalmi Szemle, 1947)
- A magyar közegészségügy állapota és az egészségügyi fejlődés útja az utolsó évszázadban. (Bp., 1948)
- Az Országos Közegészségügyi Intézet munkája az 1945–1946–1947. években. Összeáll. (Bp., 1948)
- A foglalkozási ártalmak okozta egészségügyi károsodások megelőzése az iparban és a mezőgazdaságban. (Bp., 1949)
- Az újabbkori magyar orvosi művelődés és egészségügy története. I. köt. (Bp., 1953)
- Tudományművelő magyar megyei orvosok a XIX. század elején. – A himlőoltás magyar története. (Népegészségügy, 1953)
- A mai magyar orvosi szaknyelv. Részlet a szerző A magyar szakorvosi nyelv története című művéből. (Orvosi Hetilap, 1955. 21.)
- Az orvosi dokumentáció kérdései. (Bp., 1960)
- Semmelweis magyarsága. (Orvosi Hetilap, 1964. 22.)
- Orvosi bibliográfiák a XVI–XVIII. században. (Orvosi Könyvtáros, 1964)
- Semmelweis a szépirodalomban. (Magyar Nőorvosok Lapja, 1964)
- Semmelweis és Lister kapcsolata. (Orvosi Hetilap, 1965. 4.)
- Magyar kormányhatósági intézkedés 1862-ből Semmelweis szülészeti profilaxisának a kórházakban való bevezetése érdekében. (Orvosi Hetilap, 1965. 14.)

Semmelweis élete és munkássága. Zoltán Imrével. (Bp., 1966; angolul: 1968, németül: Lipcse, 1976)
- Az alkoholkérdés társadalompolitikai megvilágításban. (A magyarországi alkoholizmus elleni küzdelem múltjából. Bp., 1979)
- Semmelweis magyarsága. – Magyar kormányhatósági intézkedés 1862-ből. – Korabeli megemlékezések haláláról. Zoltán Imrével. – Semmelweis tanításának érvényesülése külföldön. Zoltán Imrével. (Semmelweis Ignác emlékezete. I–II. köt. Szerk. Gazda István, Szállási Árpád. Bp., 2001).